# Jang Se-hong
Jang Se-hong (ur. 23 października 1953) – północnokoreański zapaśnik walczący w stylu wolnym. Srebrny medalista olimpijski z Moskwy.
Zawody w 1980 były jego jedynymi igrzyskami olimpijskimi. W 1980 po srebro sięgnął, pod nieobecność sportowców z części krajów tzw. Bloku Zachodniego, w wadze do 48 kilogramów - złoto w tej kategorii wywalczył startujący pod flagą olimpijską Włoch Claudio Pollio. W 1978 zajął drugie miejsce na igrzyskach azjatyckich.